# Робърт Мериман
Робърт Хейл Мериман (на английски: Robert Hale Merriman) е американски докторант, който се бие за републиканските сили по време на Испанската гражданска война.

## Биография
Мериман е роден в Юрика, Калифорния, а баща му е дървосекач. Израства в Санта Крус и завършва местната гимназията през 1925 г. Работи различни неща, за да си проправи път през университета в Невада. За да спечели допълнителни пари в училище, Мериман се записва към Корпуса за подготовка на офицери от запаса (ROTC), където получава основно обучение с оръжие.
През 1932 г. се жени за Франсис Марион Стоун, година по-малка от него. Същата година се завръща в Калифорния като докторант по икономика в Калифорнийски университет – Бъркли и работи като асистент по преподаване. Очарован от марксизма-ленинизма и нововъзникващата икономика в Съветския съюз, Мериман печели стипендия да учи една година в Москва заедно със съпругата си. Там той се интересува от антифашисткото движение и напуска преди да изтече годината, за да се премести в Испания, докато съпругата му остава в Москва, където работи. Подобно на повечето американци, ангажирани с испанската кауза, Мериман са комунисти. Според съпругата му Мериман е бил убеден, че победата над фашистите в Испания и след това в Нацистка Германия ще предотврати Втора световна война.

### Испания
Член на леви групи в Калифорнийския университет и приятел на Робърт Опенхаймер, Мериман е избран да ръководи доброволците в Испания. Тъй като малко доброволци имат военен опит, опитът на Мериман с оръжие означава, че той поема обучението на батальона „Линкълн“ с 428 души и в края на януари става командир на батальон. Той притежава ранг капитан на Испанската република.
Батальонът „Линкълн“ участва за първи път в битката при Харама (6 – 27 февруари). Те са един от четирите батальона, съставляващи XV Интернационална бригада. Тяхната роля е да попречат на националистическите сили да превземат главния път Мадрид-Валенсия. „Линкълн“ претъпрява ужасяващи жертви, особено при нападението на Пингарон, което става известно като Хълма на самоубийствата. Самият Мериман е сериозно ранен и прекарва известно време като началник на щаба на XV бригада. Неговото място като командир на батальон е заето от Мартин Хурихан (ветеран от американската армия).
Мериман, който претърпя тежко нараняване на ръката, беше придружен от съпругата си в Испания, където тя го лекуваше и се присъедини към международните бригади в тренировъчния им лагер в Албасете.
След това изчерпания „Линкълн“ влиза в битката при Брунете. Заедно с британския батальон и втори американски батальон (батальонът „Джордж Вашингтон“, командван от афроамериканеца Оливър Лоу), те формират един полк от XV Интернационална бригада. От 2 500 души, които влизат в битка, остават само 1 000 ефективни войници.

### Смърт
Мериман отново ръководи батальона „Линкълн-Вашингтон“ по време на битката при Теруел по време на Арагонската офанзива през март 1938 г. Подложени на тежка атака от националистически танкове и самолети, американците са сериозно наранени в битката при Белчите. Батальонът е принуден да се оттегли към Каталония и нейната гранична река Ебро, тъй като това е единствената безопасна посока.
На 2 април батальонът „Линкълн-Вашингтон“ прави лагер в лозята близо до Корбера д'Ебре. Въпреки това, американците не знаят, че градът е бил превзет от националистите по обяд. Докато войските минават през града, Мериман и неговият заместник Дейвид Доран, както и няколко други американски офицери от батальоните „Линкълн“ и „Вашингтон“, включително лейтенант Едгар Джеймс Коуди са пленени. Анонимен източник твърди, че те са екзекутирани.
За известно време семейството на Мериман е накарано да вярва, че той е в безопасност поради противоречиви доклади за местонахождението му. Съпругата му вече се е върнала в Съединените щати през януари 1938 г. Първоначално тя планира да се върне в Испания, но така и не чува повече нищо за Мериман след март. На 13 април излиза новина, че той е „избегнал по чудо смъртта или залавянето“. В крайна сметка тя вярва, че е загинал при оттеглянето.
По-късно вдовицата му се омъжва повторно и има три деца. Работи в Станфордския университет и през 1986 г. публикува мемоарите си „Американски командир в Испания“.

### Наследство
Милтън Уолф заменя Мериман като командир на батальон и се завръща на същата територия няколко месеца след смъртта му, по време на битката при Ебро на 26 юли, докато се опитва да превземе Гандеса.
Смята се, че Мериман е вдъхновение за Робърт Джордан в За кого бие камбаната на Ърнест Хемингуей. Мериман и Хемингуей се засичат за кратко в Мадрид и Хемингуей е „силно впечатлен“ от младия идеалист".